# Mistrzostwa Polski w Biathlonie 2015
48. Mistrzostwa Polski w biathlonie 2015 odbyły się w Dusznikach w dniach 3–4 stycznia 2015 oraz w Jakuszycach w dniach 20–21 marca 2015. Zawodnicy uczestniczyli w 9 konkurencjach (sprint, bieg masowy, sztafeta, bieg indywidualny+bieg indywidualny młodzieżowców).

## Mężczyźni

### Sprint
- Dystans: 10 km
- Data: 3 stycznia 2015
- Wyniki[1]:

| Pozycja | Zawodnik              | Klub                            | Pudła | Wynik   | Strata  |
| ------- | --------------------- | ------------------------------- | ----- | ------- | ------- |
| złoto   | Krzysztof Pływaczyk   | BKS WP-Kościelisko              | 0+1   | 23:47,7 | -       |
| srebro  | Grzegorz Guzik        | BLKS Żywiec                     | 0+3   | 24:18,7 | +31,0   |
| brąz    | Łukasz Szczurek       | BKS WP-Kościelisko              | 1+2   | 24:26,0 | +38,3   |
| 4.      | Bartłomiej Filip      | AZS AWF Wrocław                 | 1+0   | 24:53,6 | +1:05,9 |
| 5.      | Grzegorz Jakubowicz   | BKS WP-Kościelisko              | 0+2   | 25:12,8 | +1:25,1 |
| 6.      | Kamil Cymerman        | AZS AWF Katowice                | 1+1   | 25:13,5 | +1:25,8 |
| 7.      | Mateusz Janik         | AZS AWF Wrocław                 | 4+1   | 25:18,5 | +1:30,8 |
| 8.      | Maciej Nędza-Kubiniec | BKS WP-Kościelisko              | 1+1   | 25:19,5 | +1:31,8 |
| 9.      | Tomasz Jakieła        | BKS WP Kościelisko/SMS Zakopane | 1+2   | 25:24,3 | +1:36,6 |
| 10.     | Marcin Piasecki       | AZS AWF Katowice                | 1+1   | 25:42,6 | +1:54,9 |

### Bieg masowy
- Dystans: 15 km
- Data: 4 stycznia 2015
- Wyniki[2]:

| Pozycja | Zawodnik               | Klub                                   | Pudła   | Wynik   | Strata  |
| ------- | ---------------------- | -------------------------------------- | ------- | ------- | ------- |
| złoto   | Grzegorz Guzik         | BLKS Żywiec                            | 1+1+1+1 | 41:50,6 | –       |
| srebro  | Łukasz Szczurek        | BKS WP-Kościelisko                     | 2+2+1+2 | 42:42,1 | +51,5   |
| brąz    | Krzysztof Pływaczyk    | BKS WP-Kościelisko                     | 3+1+1+1 | 42:51,1 | +1:00,5 |
| 4.      | Rafał Penar            | IKN GÓRNIK Iwonicz-Zdrój /SMS Zakopane | 1+0+2+1 | 43:24,1 | +1:33,5 |
| 5.      | Grzegorz Jakubowicz    | BKS WP-Kościelisko                     | 0+2+0+2 | 43:40,4 | +1:39,8 |
| 6.      | Mateusz Janik          | AZS AWF Wrocław                        | 2+2+1+1 | 43:46,1 | +1:55,5 |
| 7.      | Tomasz Jakieła         | BKS WP Kościelisko/SMS Zakopane        | 1+2+2+2 | 43:59,8 | +2:09,2 |
| 8.      | Kamil Cymerman         | AZS AWF Katowice                       | 1+1+1+1 | 44:03,0 | +2:12,4 |
| 9.      | Maciej Nędza-Kubiniec  | BKS WP-Kościelisko                     | 2+4+0+0 | 45:04,9 | +3:14,3 |
| 10.     | Andrzej Nędza-Kubiniec | BKS WP-Kościelisko                     | 2+1+1+3 | 45:10,3 | +3:19,7 |

### Sztafeta
- Data: 20 marca 2015
- Wyniki[3]:

| Pozycja | Klub                        | Zawodnicy                                                                          | Pudła | Wynik     | Strata   |
| ------- | --------------------------- | ---------------------------------------------------------------------------------- | ----- | --------- | -------- |
| złoto   | BKS WP-Kościelisko II       | Łukasz Szczurek, Grzegorz Jakubowicz, Tomasz Jakieła, Tomasz Zięba                 | 6+19  | 1:40:26,7 | –        |
| srebro  | BKS WP-Kościelisko          | Krzysztof Pływaczyk, Maciej Nędza-Kubiniec, Karol Bachleda, Andrzej Nędza-Kubiniec | 5+20  | 1:42:36,8 | +2:10,1  |
| brąz    | AZS AWF Wrocław             | Bartłomiej Filip, Tomasz Jurczak, Mariusz Wtorek, Mateusz Janik                    | 4+15  | 1:43:10,2 | +2:43,5  |
| 4.      | BLKS Żywiec                 | Szymon Najzer, Krzysztof Guzik, Konrad Waluś, Grzegorz Guzik                       | 4+17  | 1:43:56,9 | +3:30,2  |
| 5.      | AZS AWF Katowice            | Marcin Piasecki, Mateusz Leja, Aleksander Piech, Kamil Cymerman                    | 7+20  | 1:45:37,6 | +5:10,9  |
| 6.      | UKN Melafir Czarny Bór      | Karol Turek, Robert Szczepaniak, Przemysław Pancerz, Damian Marczak                | 5+20  | 1:52:17,3 | +11:50,6 |
| 7.      | MKS Karkonosze Jelenia Góra | Jakub Piątek, Michał Michałków, Mikołaj Miś, Krystian Gawlik                       | 11+23 | 2:04:30,5 | +2:09,2  |

### Bieg indywidualny
- Dystans: 20 km
- Data: 21 marca 2015
- Wyniki[4]:

| Pozycja | Zawodnik               | Klub                                   | Pudła   | Wynik     | Strata  |
| ------- | ---------------------- | -------------------------------------- | ------- | --------- | ------- |
| złoto   | Łukasz Szczurek        | BKS WP-Kościelisko                     | 1+1+1+1 | 58:10,3   | –       |
| srebro  | Grzegorz Guzik         | BLKS Żywiec                            | 1+1+1+1 | 59:28,4   | +1:18,1 |
| brąz    | Grzegorz Jakubowicz    | BKS WP-Kościelisko                     | 2+1+0+1 | 1:00:22,6 | +2:12,3 |
| 4.      | Maciej Nędza-Kubiniec  | BKS WP-Kościelisko                     | 1+1+2+1 | 1:00:48,5 | +2:38,2 |
| 5.      | Andrzej Nędza-Kubiniec | BKS WP-Kościelisko                     | 0+1+2+2 | 1:01:22,4 | +3:12,1 |
| 6.      | Krzysztof Pływaczyk    | BKS WP-Kościelisko                     | 0+1+1+4 | 1:01:44,1 | +3:33,8 |
| 7.      | Kamil Cymerman         | AZS AWF Katowice                       | 1+1+1+2 | 1:02:11,6 | +4:01,3 |
| 8.      | Krzysztof Guzik        | BLKS Żywiec                            | 1+1+1+0 | 1:02:41,0 | +4:30,7 |
| 9.      | Mateusz Janik          | AZS AWF Wrocław                        | 2+0+2+3 | 1:03:22,3 | +5:12,0 |
| 10.     | Rafał Penar            | IKN GÓRNIK Iwonicz-Zdrój /SMS Zakopane | 2+2+1+2 | 1:03:32,4 | +5:22,1 |

## Kobiety

### Sprint
- Dystans: 7,5 km
- Data: 3 stycznia 2015
- Wyniki[1]:

| Pozycja | Zawodniczka                  | Klub                            | Pudła | Wynik | Strata |
| ------- | ---------------------------- | ------------------------------- | ----- | ----- | ------ |
| złoto   | Magdalena Gwizdoń            | BLKS Żywiec                     |       |       | -      |
| srebro  | Patrycja Hojnisz             | AZS AWF Katowice                |       |       |        |
| brąz    | Krystyna Guzik               | AZS AWF Katowice                |       |       |        |
| 4.      | Karolina Batożyńska          | AZS AWF Katowice/SMS Zakopane   |       |       |        |
| 5.      | Karolina Pitoń               | BKS WP-Kościelisko              |       |       |        |
| 6.      | Monika Hojnisz               | AZS AWF Katowice                |       |       |        |
| 7.      | Weronika Nowakowska-Ziemniak | AZS AWF Katowice                |       |       |        |
| 8.      | Anna Mąka                    | BKS WP-Kościelisko              |       |       |        |
| 9.      | Beata Lassak                 | BKS WP-Kościelisko/SMS Zakopane |       |       |        |
| 10.     | Kinga Mitoraj                | BKS WP-Kościelisko/SMS Zakopane |       |       |        |

### Bieg masowy
- Dystans: 12,5 km
- Data: 4 stycznia 2015
- Wyniki[2]:

| Pozycja | Zawodniczka         | Klub                            | Pudła | Wynik | Strata |
| ------- | ------------------- | ------------------------------- | ----- | ----- | ------ |
| złoto   | Krystyna Guzik      | AZS AWF Katowice                |       |       | -      |
| srebro  | Karolina Pitoń      | BKS WP-Kościelisko              |       |       |        |
| brąz    | Monika Hojnisz      | AZS AWF Katowice                |       |       |        |
| 4.      | Patrycja Hojnisz    | AZS AWF Katowice                |       |       |        |
| 5.      | Magdalena Gwizdoń   | BLKS Żywiec                     |       |       |        |
| 6.      | Anna Mąka           | BKS WP-Kościelisko              |       |       |        |
| 7.      | Kinga Mitoraj       | BKS WP-Kościelisko/SMS Zakopane |       |       |        |
| 8.      | Karolina Batożyńska | AZS AWF Katowice/SMS Zakopane   |       |       |        |
| 9.      | Beata Lassak        | BKS WP-Kościelisko/SMS Zakopane |       |       |        |
| 10.     | Anna Hulawy         | BLKS Żywiec                     |       |       |        |

### Sztafeta
- Data: 20 marca 2015
- Wyniki[3]:

| Pozycja | Klub                        | Zawodniczki                                                            | Pudła | Wynik     | Strata   |
| ------- | --------------------------- | ---------------------------------------------------------------------- | ----- | --------- | -------- |
| złoto   | BKS WP-Kościelisko          | Anna Mąka, Beata Lassak, Kinga Mitoraj, Karolina Pitoń                 | 1+18  | 1:27:32,5 | –        |
| srebro  | AZS AWF Katowice            | Karolina Batożyńska, Martyna Piech, Patrycja Hojnisz, Krystyna Guzik   | 3+14  | 1:32:21,6 | +4:49,1  |
| brąz    | MKS Duszniki Zdrój          | Daria Bernacka, Kamila Żuk, Karolina Turkowicz, Paulina Krzyżak        | 4+18  | 1:35:36,8 | +8:04,3  |
| 4.      | MKS Karkonosze Jelenia Góra | Katarzyna Wołoszyn, Agata Grabowska, Natalia Taterka, Patrycja Rutecka | 7+22  | 1:44:35,2 | +17:02,7 |

### Bieg indywidualny
- Dystans: 15 km
- Data: 21 marca 2015
- Wyniki[5]:

| Pozycja | Zawodniczka         | Klub                                              | Pudła   | Wynik     | Strata   |
| ------- | ------------------- | ------------------------------------------------- | ------- | --------- | -------- |
| złoto   | Krystyna Guzik      | AZS AWF Katowice                                  | 1+1+3+1 | 52:30,0   | –        |
| srebro  | Kinga Mitoraj       | BKS WP-Kościelisko /SMS Zakopane                  | 2+1+2+1 | 53:30,1   | +1:00,1  |
| brąz    | Beata Lassak        | BKS WP-Kościelisko /SMS Zakopane                  | 1+1+0+2 | 54:01,1   | +1:31,1  |
| 4.      | Karolina Pitoń      | BKS WP Kościelisko                                | 2+2+1+2 | 54:49,5   | +2:19,5  |
| 5.      | Magdalena Gwizdoń   | BLKS Żywiec                                       | 2+2+1+2 | 54:59,9   | +2:29,9  |
| 6.      | Patrycja Hojnisz    | AZS AWF Katowice                                  | 2+0+2+2 | 55:14,6   | +2:44,6  |
| 7.      | Katarzyna Wołoszyn  | MKS Karkonosze Jelenia Góra /SMS Szklarska Poręba | 0+1+2+1 | 58:34,1   | +6:04,1  |
| 8.      | Anna Dominka Hulawy | BLKS Żywiec                                       | 1+3+2+3 | 1:03:03,7 | +10:33,7 |
| 9.      | Monika Bandyk       | BLKS Żywiec                                       | 2+3+2+1 | 1:05:22,1 | +12:52,1 |
| 10.     | Karolina Trzaska    | AZS AWF Wrocław                                   | 2+3+4+3 | 1:11:48,7 | +19:18,7 |